# Fátima Pissarra
Maria Fátima Tarle Pissarra (Curitiba, 7 de abril de 1977) é uma empresária, jornalista e psicóloga brasileira.

## Biografia
Pissarra nasceu na cidade de Curitiba, capital do estado do Paraná. Formada em jornalismo e com pós em marketing e psicologia, é mãe de três filhos, sendo dois deles um casal de gêmeos, Luiz e Beatriz, nascidos em 2014, e Carolina, nascida em 2007.
Fátima decidiu apostar na internet no início da carreira, pois não queria ser uma repórter de sucesso inventando morte de famosos. Em 2012, montou sua primeira empresa e em 2017 se juntou a cantora Preta Gil e Carlos Scappini e fundaram a Mynd. Em maio de 2023, Fátima e Scappini se uniram a Murilo Henare, CEO da Banca Digital, e o empresário Marcus Buaiz, e trouxeram novamente para o Brasil a Billboard.

## Carreira
Pissarra tornou-se nacionalmente conhecida por ser CEO da Billboard Brasil e Music2Mynd, também conhecida como Mynd8, a maior agência especializada em marketing de influência e entretenimento da América Latina.
Em seu casting constam mais de 350 agenciados, entre eles Luísa Sonza, Luccas Neto, Pabllo Vittar, Gessica Kayane (Gkay) e dezenas de páginas de entretenimento, como a Choquei. Com mais de 20 anos de carreira, a empreendedora passou por grandes empresas como BCP, Claro, Terra, Nokia e Vevo. Além disso, concilia sua carreira e rotina com a maternidade, sendo mãe de três filhos.

## Music2Mynd
Em 2017, em parceria com Preta Gil e Carlos Scappini, Fátima fundou a Mynd através da Music2, que operava a Vevo no Brasil. A empresa é especializada em música, marketing de influência e entretenimento, e atua fazendo gestão de imagem de seus agenciados, conexão entre personalidades e marcas para trabalhos publicitários, idealização e planejamento de ações publicitarias.
A Mynd tem em seu portfólio trabalhos com P&G, Avon, Natura, Rexona, Nissin, Grupo L'Oreal, Grupo O Boticário, Itaú, Hering, Bradesco, Amstel, Coca-Cola, AMBEV, Colgate, TikTok, Gol Linhas Aéreas, Monange, Hipermercado BIG, Claro, Big Brother Brasil, Americanas, Rommanel, Nescau, Mastercard, Pizza Hut, Netshoes, Instagram, dentre outras. A marca já realizou ações na Parada LGBT, no Rock in Rio e no carnaval, e tem parceria comercial com o Multishow e com a Sony Music.
A agência ganhou o Prêmio Caboré 2019 na categoria Serviços de Marketing.